# Patatas bravas

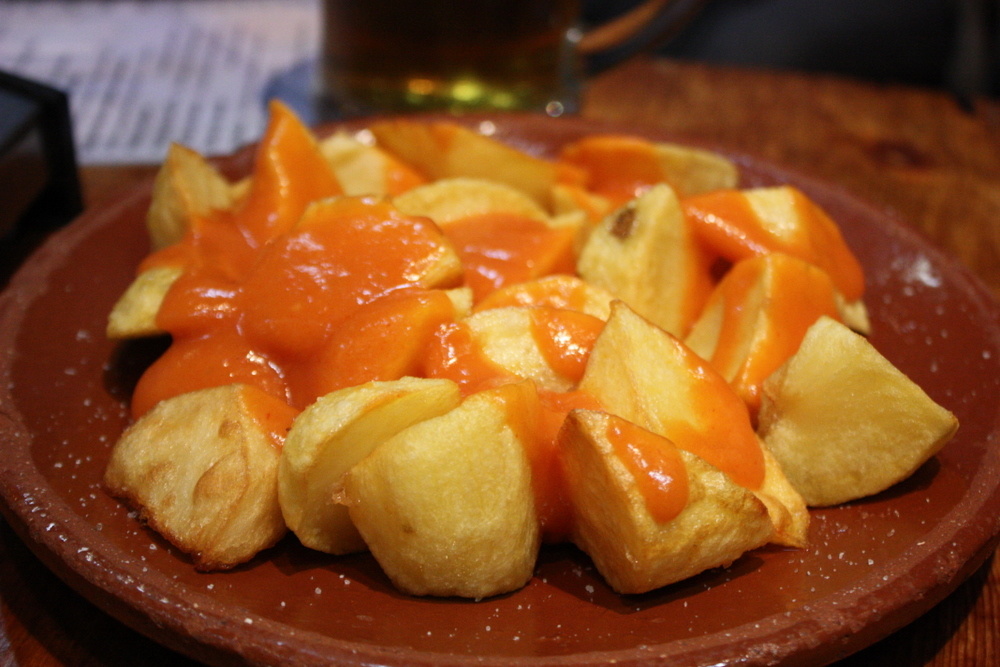
Patatas bravas

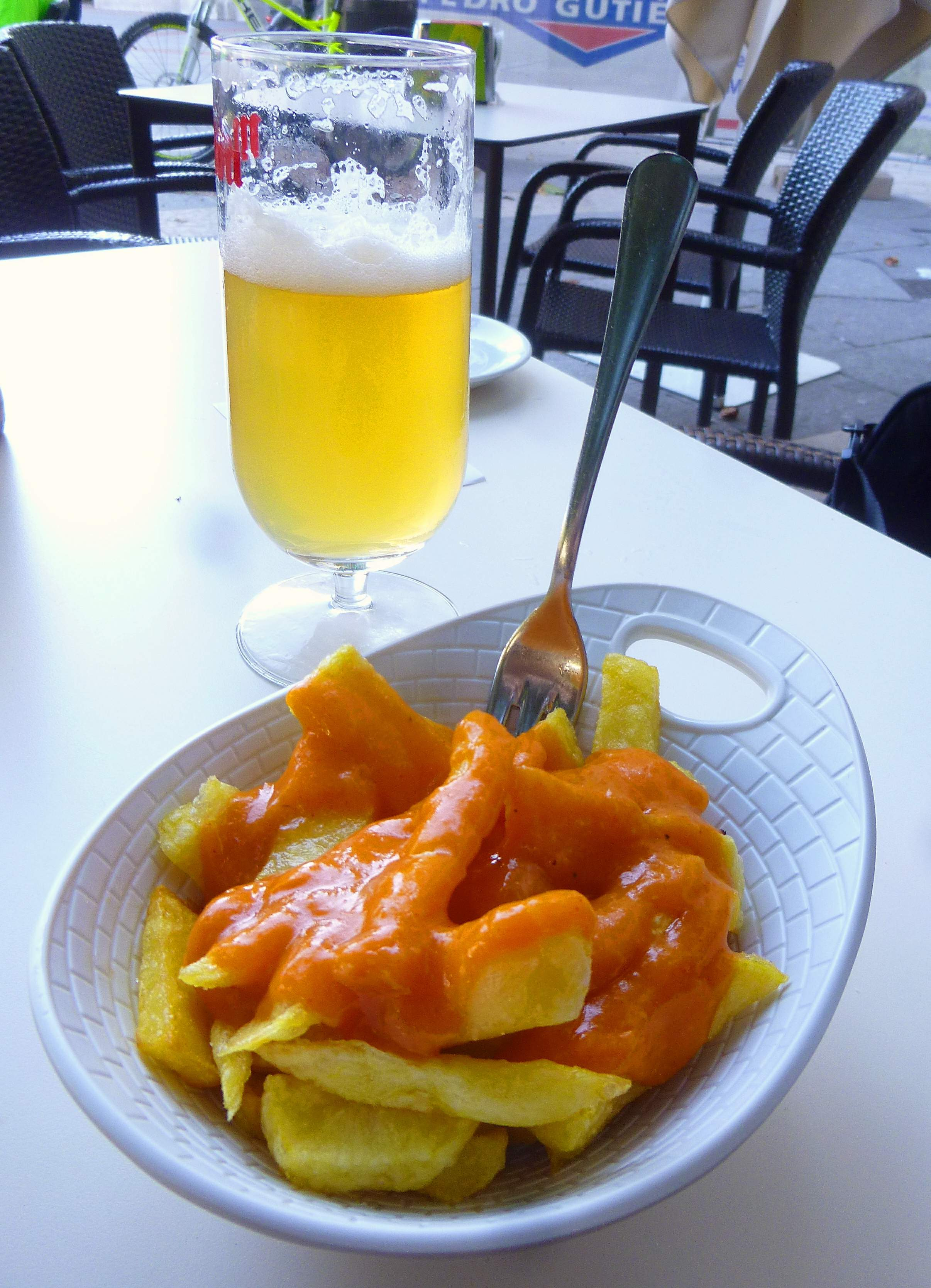
Patatas bravas s pivem

Patatas bravas (též patatas a la brava nebo papas bravas) je pokrm typický pro španělskou kuchyni. Jeho základem jsou brambory pokrájené na kousky, usmažené v olivovém oleji a polité pikantní omáčkou salsa brava. Recepty na omáčku salsa brava se liší, ale obvykle se skládá z mleté sladké a pálivé papriky, cibule, olivového oleje a octa, přičemž zahuštěna bývá moukou. Někdy se do omáčky přidávají i rajčata nebo vývar.
Patatas bravas se podává v barech, jako předkrm nebo tapa, běžně se sklenicí piva nebo vína. Bývá pro svoji nízkou cenu přípravy nejlevnější položkou na menu, což přispívá k jeho popularitě.
Původ tohoto pokrmu je v Madridu, kde se začal podávat v barech v 50. letech 20. století. Později se rozšířil i do zbytku Španělska.

## Podobné pokrmy
- Patatas alioli, brambory podávané s omáčkou aioli
- Papas arrugadas, vařené brambory s omáčkou mojo, typické pro Kanárské ostrovy